# Актуальність
Актуа́льність (від лат. actualis — справжній, теперішній, сучасний, важливий у даний момент, злободенний, назрілий) — абстрактний іменник до прикметника «актуальний». Актуальність — важливість, значимість чого-небудь на сьогодні, сучасність, злободенність. Позначає властивість інформації, відомостей, норм, яка може бути втрачена із часом, з появою свіжішої, сучаснішої інформації. Актуальність може втрачатися поступово, частинами, або в певних випадках — разово і повністю.
У науці актуальність — обов'язкова умова необхідності і перспективності практично будь-якої наукової роботи, один з якісних критеріїв її оцінки. Як правило, актуальність висвітлюється у кожній дисертаційній роботі, монографії тощо.
Актуальність даних — властивість даних перебувати в стані, який відповідає сучасній дійсності.
Актуа́льні репродукці́йні матеріа́ли — дублікати географічної продукції, зміст яких відповідає сучасним матеріалам географічних робіт.